# Comusia bengalensis
Comusia bengalensis là một loài bọ cánh cứng trong họ Cerambycidae.